# مقاطعة كلارك (أركنساس)
مقاطعة كلارك (بالإنجليزية: Clark County)‏ هي إحدى مقاطعات ولاية أركنساس في الولايات المتحدة الأمريكية.